# Betty Bobbitt
Betty Ann Bobbitt (New York-Manhattan, 1939. február 7. – Melbourne, 2020. november 30.) amerikai születésű ausztrál színésznő.

## Filmjei
Mozifilmek
- Krokodil Dundee 2. ('Crocodile' Dundee II) (1988)
- Doing Time for Patsy Cline (1997)
- Krokodil Dundee Los Angelesben (Crocodile Dundee in Los Angeles) (2001)
- Torn (2010)
- The Very Excellent Mr. Dundee (2020)

Tv-filmek
- Flight into Danger (1966)
- Prisoner in Concert (1981)
- The Clinic (1982)
- Edens Lost (1988)
- A tenger fogságában (Survive the Savage Sea) (1992)
- Frankie's House (1992)
- Borzalmak városa (Salem's Lot) (2004)

Tv-sorozatok
- Homicide (1966–1976, három epizódban)
- Matlock Police (1975, két epizódban)
- Cop Shop (1978–1979, négy epizódban)
- Prisoner (1980–1985, 429 epizódban)
- Special Squad (1984, egy epizódban)
- A Country Practice (1986, két epizódban)
- The Flying Doctors (1991, egy epizódban)
- Szentek kórháza (All Saints) (1998–1999, két epizódban)
- The Games (2000, egy epizódban)
- Marshall Law (2002, egy epizódban)
- Kisvárosi zsaruk (Blue Heelers) (2003, két epizódban)
- Neighbours (2019, egy epizódban)